# Isen (Baviera)
Isen è un comune tedesco di 5 228 abitanti, situato nel land della Baviera.